# Gianmarco Tamberi
Gianmarco Tamberi (Civitanova Marche, 1992. június 1. –) olimpiai és világ- és Európa-bajnok olasz magasugró.

## Pályafutása
Édesapja, Marco Tamberi szintén magasugró, a fedett pályás országos csúcsot tartotta 1983-tól 1988-ig. 2022-ig ő volt Gianmarco Tamberi edzője.
Első felnőtt világversenyén, a 2012-es Európa-bajnokságon 224 cm-t ugorva lett ötödik helyezett. Részt vett a 2012-es londoni olimpián, ahol a selejtezőben a 221 centiméter volt az utolsó sikeres ugrása, ami nem volt elég a továbbjutásra. Ebben az évben nyert először olasz bajnokságot 231 cm-es ugrásával, amivel 2 centiméterre megközelítette az olasz csúcsot.
Az olasz rekordot 2015-ben tudta megdönteni egy Kölnben rendezett versenyen, ahol 234 centimétert ugorva tudott győzni. Egy hónappal később, Eberstadtban ezt tovább javította 237 centiméterre. A 2015-ös világbajnokságon azonban csak 225 cm-t tudott teljesíteni és a nyolcadik helyen végzett.
A 2016-os szezont nagyszerűen kezdte, megnyert minden versenyt amelyen elindult, a 2016-os fedett pályás világbajnokságot 236 cm-rel nyerte meg. Ez volt első megszerzett nemzetközi címe. A fedett pályás szezonban tudott 238 cm-t is ugrani, ami olasz országos rekord. A szabadtéri szezonra is kitartott jó formája, az amsterdami Európa-bajnokságot 232 cm-rel nyerte, majd egy héttel később Monacóban tudott 239 centiméteres egyéni csúcsot ugrani. Ezen a versenyen 241 cm-re is tett kísérletet, második próbálkozásakor azonban súlyosan megsérült a bokája, emiatt lemardt a pekingi olimpiáról.
2017 júniusában tudott csak visszatérni sérüléséből, és a formáját is lassabban nyerte vissza, így a londoni világbajnokságon sem tudott döntőbe jutni. 2018-ban európa-bajnoki negyedik helyezett lett, ennek a szezonnak a végén tudott újra 230 cm feletti ugrást végrehajtani. 2019 márciusában megnyerte a fedett pályás Európa-bajnokságot 232 centiméteres ugrással.
A 2021-es tokiói olimpiára Tamberi érkezett a szezon legjobb eredményével. Az olimpiai döntőben pontosan ugyanúgy teljesített, ahogy a szám kétszeres olimpiai ezüstérmese a katari Mutaz Essa Barshim. A 237 centiméteres magasságig hibátlanul ugrottak mindketten, a 239-es magasságot viszont nem sikerült teljesíteniük. A szabályok lehetővé tették, hogy ebben az esetben ne szétugrás döntsön kettejük között, hanem közös megegyezéssel két aranyérmese lehessen, így mindketten olimpiai bajnokok lettek.
A 2022-es világbajnokságon 233 cm-t ugorva lett negyedi, majd egy hónappal később az Európa-bajnokságon 230 centiméterrel megszerezte második Európa-bajnoki címét.
A 2023-as budapesti világbajnokságon a 236 centiméteres magasságot csak Tamberi és az amerikai JuVaughn Harrison ugrotta át, a 238 centiméter egyikőjüknek sem sikerült. De mivel Tamberi a 236-os szinten elsőre megugrotta, Harrisonnak pedig két kísérletre volt ehhez szüksége, Tamberi szerezte meg a világbajnoki címet.
2011 óta védjegyévé vált, hogy döntői előtt csak arca egyik feléről borotválja le szakállát.